# Jhonnier Montaño Jr.
Jhonnier Esteban Montaño Barona (Cali, 30 de diciembre de 2004) es un futbolista colombiano nacionalizado peruano.Juega como mediocentro y su equipo actual es S. D. Gurrea de la Regional Preferente de Aragón de España
Es hijo del exfutbolista Jhonnier Montaño, quien también tuvo una carrera en el fútbol peruano.

## Trayectoria
Ingresó a la academia del Deportivo Municipal en 2017 a los doce años, convirtiéndose dos años más tarde en el jugador más joven en disputar la liga de reservas peruana a los catorce años. Tras dos temporadas en los equipos juveniles del club, hizo su debut en el primer equipo bajo la dirección de Franco Navarro, quien también había entrenado a su padre en la USMP. A los 16 años y 131 días, superó el récord de Matías Lazo como el jugador más joven en debutar en la Primera División peruana.
En julio del mismo año, tras una breve participación en la liga, se anunció su traspaso a la Escuela de Fútbol del Huesca en España. En febrero de 2023, se unió a la academia del Real Zaragoza. Sin embargo, meses más tarde, mientras estaba de vacaciones en Perú, comenzó a entrenar con Sporting Cristal, expresando su deseo de unirse al club de manera permanente para la temporada 2024. A pesar de esto, finalmente acabó jugando para el Sport Boys del Callao. A finales de abril de 2024, fue despedido del club portuario tras verse involucrado en un escándalo de indisciplina.

## Estadísticas

### Clubes
Actualizado al último partido jugado el 19 de abril de 2024.
| Club                                     | Div.          | Temporada     | Liga  | Liga  | Liga   | Copas nacionales | Copas nacionales | Copas nacionales | Copas internacionales | Copas internacionales | Copas internacionales | Total | Total | Total  | Media goleadora |
| Club                                     | Div.          | Temporada     | Part. | Goles | Asist. | Part.            | Goles            | Asist.           | Part.                 | Goles                 | Asist.                | Part. | Goles | Asist. | Media goleadora |
| ---------------------------------------- | ------------- | ------------- | ----- | ----- | ------ | ---------------- | ---------------- | ---------------- | --------------------- | --------------------- | --------------------- | ----- | ----- | ------ | --------------- |
| Deportivo Municipal · Perú               | 1.ª           | 2021          | 2     | 0     | 0      | —                | —                | —                | —                     | —                     | —                     | 2     | 0     | 0      | 0               |
| Deportivo Municipal · Perú               | Total club    | Total club    | 2     | 0     | 0      | —                | —                | —                | —                     | —                     | —                     | 2     | 0     | 0      | 0               |
| Internacional Huesca · España            | 6.ª           | 2021/2022     | 26    | 16    | ?      | —                | —                | —                | —                     | —                     | —                     | 26    | 16    | ?      | 0.62            |
| Internacional Huesca · España            | 6.ª           | 2022/2023     | 10    | 6     | ?      | —                | —                | —                | —                     | —                     | —                     | 10    | 6     | ?      | 0.60            |
| Internacional Huesca · España            | Total club    | Total club    | 36    | 22    | 0      | —                | —                | —                | —                     | —                     | —                     | 36    | 22    | ?      | 0.61            |
| Sport Boys · Perú                        | 1.ª           | 2024          | 4     | 0     | 0      | —                | —                | —                | —                     | —                     | —                     | 4     | 0     | 0      | 0               |
| Sport Boys · Perú                        | Total club    | Total club    | 4     | 0     | 0      | —                | —                | —                | —                     | —                     | —                     | 4     | 0     | 0      | 0               |
| Houston Dynamo FC Academy Estados Unidos | 5.ª           | 2024          | 6     | 0     | ?      | —                | —                | —                | —                     | —                     | —                     | 6     | 0     | 0      | 0               |
| Houston Dynamo FC Academy Estados Unidos | Total club    | Total club    | 6     | 0     | ?      | —                | —                | —                | —                     | —                     | —                     | 6     | 0     | 0      | 0               |
| S. D. Gurrea · España                    | 6.ª           | 2024/2025     | 16    | 8     | ?      | —                | —                | —                | —                     | —                     | —                     | 16    | 8     | ?      | 0.5             |
| S. D. Gurrea · España                    | Total club    | Total club    | 16    | 8     | ?      | —                | —                | —                | —                     | —                     | —                     | 16    | 8     | ?      | 0.5             |
| Total carrera                            | Total carrera | Total carrera | 64    | 30    | ?      | 0                | 0                | 0                | 0                     | 0                     | 0                     | 64    | 30    | ?      | 0.47            |